# Joint Intelligence Objectives Agency

La Joint Intelligence Objectives Agency (JIOA) était un organe du département de la Guerre américain, créé en 1946 pour récupérer des scientifiques allemands afin qu'ils travaillent pour le compte des États-Unis dans leur lutte contre l'Union soviétique, programme connu sous le nom d'opération Paperclip, il est dissout en 1962.

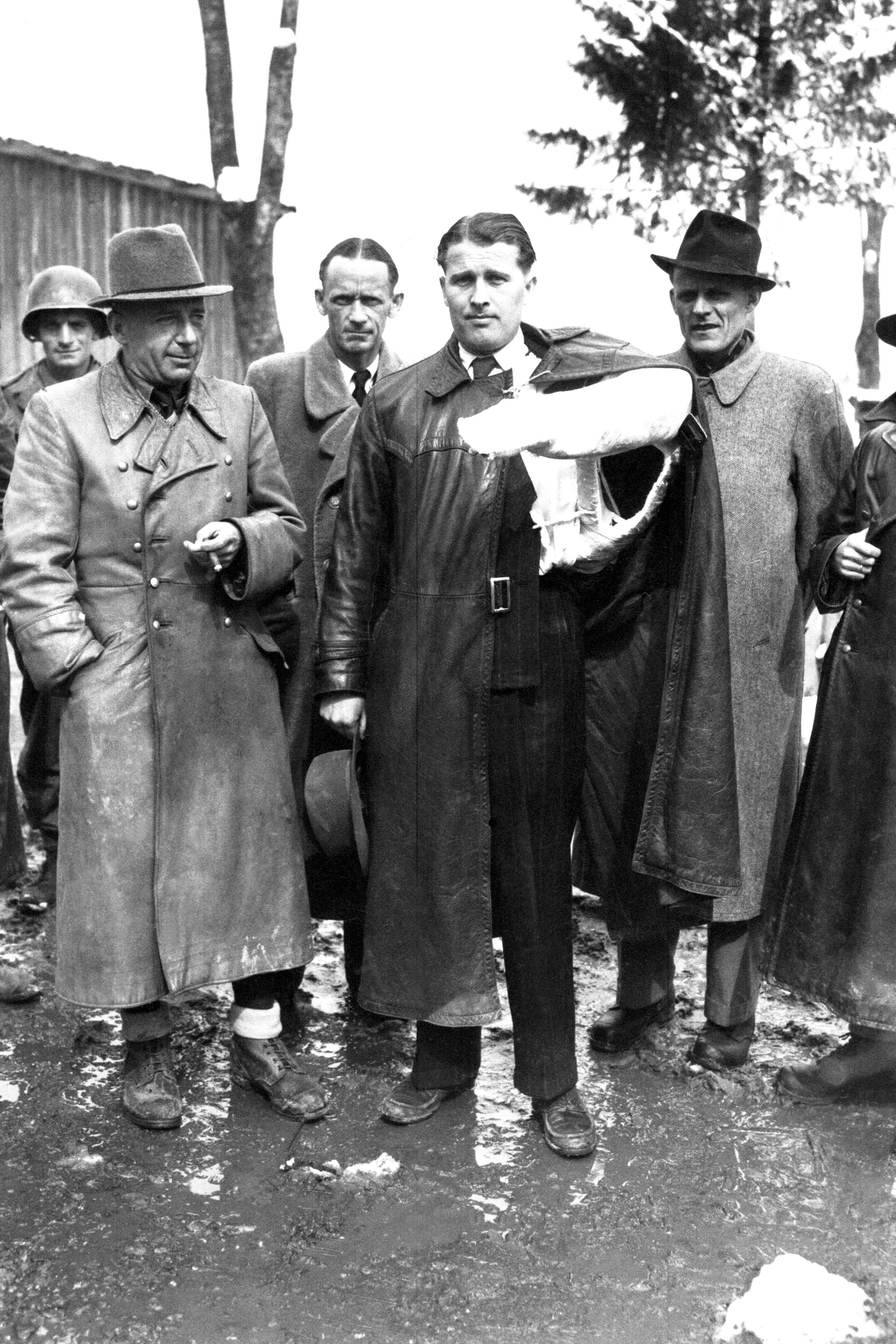
Le Major général Walter Dornberger, commandant du site de Peenemünde; le lieutenant-colonel Herbert Axter; le professeur Wernher von Braun, inventeur des missiles V-2 et gradé de la SS; ainsi que Hans Lindenberg ; photo prise après leur reddition aux troupes de l'armée américaine.

## Préliminaires
Après l'entrée en guerre des États-Unis, un camp d'internement est créé en 1942 à Fort Hunt, près d'Alexandria (Virginie), pour interroger les prisonniers de guerre allemands ayant des connaissances techniques et scientifiques sur le complexe militaro-industriel allemand et ses systèmes d'armes perfectionnés. Des officiers de U-Boot, de l'Afrika Korps ainsi que des scientifiques capturés sont ainsi interrogés.
La propagande virulente du docteur Goebbels concernant les armes secrètes allemandes au dernier tournant de la guerre avait marqué les esprits.
Près de 3 400 détenus sont ainsi passés par Fort Hunt entre 1942 et 1946 ; 600 interrogateurs avaient pour mission de leur soutirer des informations, en particulier sur les avancées techniques du Reich.

## Les conditions posées par Truman
En septembre 1946, le président Harry S. Truman donne son accord pour l'exécution de l'opération Paperclip, programme visant à récupérer des scientifiques allemands afin qu'ils travaillent pour le compte des États-Unis dans leur lutte contre l'Union soviétique. Officiellement, Truman exclut expressément toute personne ayant été membre du NSDAP et ayant été plus qu'un participant nominal dans ses activités [réf. nécessaire]. En fait, de nombreux anciens nazis, dont des criminels de guerre, seront ainsi récupérés.

## L'enquête par la JIOA
La Joint Intelligence Objectives Agency mène des enquêtes de fond sur les scientifiques à récupérer dans le cadre de l'opération Paperclip. En février 1947, le directeur de la JIOA Bosquet Wev examine les premiers dossiers aux département d'État et de la Justice. Samauel Klaus, le représentant du département d'État au comité du JIOA, indique que tous les scientifiques du premier lot de dossiers étaient de « fervents nazis ». Leurs demandes de visa sont refusées.
Bosquet Wev rédige un mémo d'avertissement affirmant que les intérêts des États-Unis seraient passés derrière les efforts consacrés à « battre un cheval nazi mort ». Il déclare également que le retour de ces scientifiques en Allemagne, où ils pourraient alors être enrôlés par le bloc de l'Est, représenterait une « menace à la sécurité nationale » bien plus grande que tout affiliation des États-Unis avec d'anciens nazis ou sympathisants du national-socialisme.

## Le recrutement
Lorsque la JIOA fut formée pour enquêter sur le fond et la forme des dossiers des scientifiques nazis, le chef du renseignement allemand sur le front de l'Est Reinhard Gehlen rencontra Allen Dulles, directeur de la CIA. Gehlen a été un maître espion pour le Troisième Reich, célèbre pour avoir infiltré l'Union soviétique avec son vaste réseau de renseignement nazi. Dulles promis à Gehlen de protéger son unité de renseignement au sein de la CIA.
Bosquet Wev décida de contourner le problème. Dulles fit falsifier les dossiers des scientifiques afin d'éliminer tout élément incriminant. Comme promis, Dulles livra l'unité de renseignement nazie à la CIA, qui se livra par la suite à de nombreuses procédures de dissimulation de recherches scientifiques nazies ( MK-Ultra / (en) Artichoke, (en) Chatter, tous deux prédécesseurs du projet MKNAOMI, (en) MK-DELTA et l'opération Midnight Climax).
Les champs d'investigation de ces projets secrets étaient le lavage de cerveau, la manipulation mentale et la sujétion par substances chimiques et drogues de synthèse.
Le Renseignement militaire expurgea les dossiers des références nazies. En 1955, plus de 760 scientifiques allemands obtinrent la citoyenneté américaine et des postes éminents dans la communauté scientifique américaine. Nombre d'entre eux avaient été membres du NSDAP et de la Gestapo, ils avaient alors mené des expériences sur des humains dans des camps de concentration, exploité le travail d'esclaves, et commis divers autres crimes de guerre.

## Révélation après-guerre
Dans un exposé de 1985 dans le Bulletin des scientifiques atomistes, Linda Hunt déclara avoir examiné plus de 130 rapports sur des sujets liés à l'opération Paperclip - et chacun d'entre eux avait «été modifié pour éliminer la classification de menace à la sécurité nationale».[réf. nécessaire]
Truman, qui avait explicitement ordonné de ne pas admettre de nazis dans le cadre de l'opération Paperclip, n'a apparemment jamais été averti de la violation de cette directive[réf. nécessaire]. Les archives du département d'État et les mémoires d'officiels de l'époque confirment cela. En fait, d'après le livre Opération Paperclip de Clare Lasby, les officiels du projet couvrirent leurs plans d'un tel secret qu'ils abusèrent leur propre président.
Un bon exemple de la manière dont ces dossiers furent modifiés est le cas de Wernher von Braun, scientifique allemand des fusées. Selon un rapport[réf. nécessaire] du 18 septembre 1947, ce dernier était perçu comme une menace pour la sécurité nationale par le gouverneur militaire[Quoi ?]. Mais en février 1948, une nouvelle évaluation de sécurité de von Braun indique qu'aucune information dérogatoire n'est disponible sur le sujet.[réf. nécessaire] Le gouvernement militaire[Quoi ?] considère alors qu'il peut continuer de l'employer.[réf. nécessaire]